# SMS Seeadler (1888)
Pour les autres navires du même nom, voir SMS Seeadler.
Le Seeadler est un trois-mâts carré en acier, construit en 1888 à Glasgow, armé pour la compagnie Harris-Irby Cotton Company à Boston. Il naviguait sous le nom de Pass of Balmaha.

## Historique

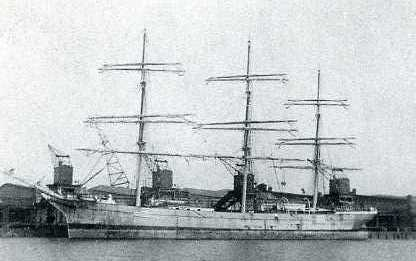
Pass of Balmaha (SMS Seeadler).

### Construction
Ce voilier de commerce à coque d'acier pouvant transporter 1 571 tonnes de marchandises a été lancé à Glasgow (Écosse) le 9 août 1888, sous le nom de Pass of Balmaha, par le chantier naval Robert Duncan & Co.
Livré le mois suivant au nom de David R. Clark, un partenaire de la société Gibson & Clark de Glasgow, il fut officiellement enregistré à ce port d'attache sous le numéro légal 95 087 et l'indicatif KTRP.
En février 1908, Gibson & Clark vendent le navire à une société de Montréal (Québec), la "Ship Pass of Balmaha Co Ltd", sous la direction de George I. Dewar, un homme d'affaires de Toronto (Canada), mais son port d'attache demeure enregistré à Glasgow jusqu'à sa revente, en 1915, à la société de Boston "The Harris-Irby Cotton Company", où il navigue désormais sous pavillon américain.

### Capture
Le Pass of Balmaha a été capturé en mer du Nord en juin 1915 par le sous-marin allemand U-36 dans des circonstances particulières : le navire ayant quitté le port de New York vers Arkangelsk, avec une cargaison de coton destinée à la Russie, se fait intercepter au Nord de la Norvège par le Victorian, un croiseur auxiliaire de la Royal Navy, qui le soupçonne d'être un contrebandier.
Le capitaine britannique estimant que le navire américain mérite une inspection minutieuse, ordonne au Pass of Balmaha de faire voile vers Kirkwall, dans les îles Orkney, et impose à bord un équipage de prise composé d'un officier et de six marines lourdement armés. À la grande fureur du capitaine Scott, les Anglais ordonnent de retirer les couleurs américaines et de hisser le pavillon britannique, exposant ainsi le navire à être considéré comme un belligérant par la marine impériale allemande. Quelques heures plus tard, le sous marin U-36 coupe la route du voilier et, désirant éviter d'être coulé, Scott fait amener précipitamment l'Union Jack, hisser le Stars and Stripes américain, puis dissimule à fond de cale l'équipage de prise anglais. 
La visibilité étant mauvaise, le capitaine Ernst Graeff, commandant du U-36, avait cru discerner une possible manœuvre de substitution de pavillon ; il ordonne conséquemment au voilier de se diriger vers Cuxhaven, près du canal de Kiel, pour subir une inspection ; un officier allemand monte à bord pour permettre au navire de franchir en sécurité les barrages de mines. Le capitaine Scott et son équipage, très irrités par l'ingérence des Britanniques et les ennuis en découlant, décident d'obéir aux Allemands et de laisser le commando anglais enfermé avec la marchandise à fond de cales.
Le Pass of Balmaha rejoignit sans encombre Cuxhaven et fut abordé par une équipe d'inspecteurs allemands ; le capitaine Scott leur révéla alors la présence des Anglais, qui furent faits prisonniers. En raison de leur coopération, les Américains furent autorisés à se rendre librement dans un autre pays neutre, mais leur navire et sa cargaison furent saisis par la Kaiserliche Marine.

### Contexte naval
À cette époque, les vaisseaux de guerre des Allemands étaient virtuellement bloqués dans la mer du Nord par la Royal Navy et tout navire de surface allemand désirant s'attaquer à la marine marchande adverse, une fois parvenu à se faufiler à travers le blocus anglais, aurait été confronté à un manque criant de bases coloniales ou étrangères susceptibles de le ravitailler en charbon. Cette contrainte logistique leur donna l'idée d'équiper un voilier, disposant d'un rayon d'action illimité, qui soit susceptible de pouvoir couler des navires de commerce, tout en passant pour un vaisseau inoffensif aux yeux des navires de guerre ennemis ; c'est ainsi que naquit le projet Seeadler (Aigle des mers).

### Guerre de course
Le Pass of Balmaha fut extensivement modifié au chantier naval de Bremerhaven pour jouer le rôle d'un prédateur de vaisseaux de commerce, tout en gardant l'apparence d'un simple voilier au long cours ; on lui installa un moteur auxiliaire à carburant Diesel assez performant pour l'époque (900 chevaux, soit 662 kW), installa un générateur d'écran de fumée, aménagea des pièces secrètes, des espaces d'hébergement pour un équipage supplémentaire, une zone carcérale, deux canons Krupp à tir rapide (Schnellfeuergeschütz) escamotables de 105 mm, deux mitrailleuses lourdes dissimulées, deux tubes lance-torpilles immergés, un puissant émetteur-récepteur radio et une armurerie secrète en mesure d'équiper des équipages de prise en fusils ainsi qu'en explosifs de démolition.
Pour tromper les navires-sentinelles britanniques, le voilier fut muni d'un faux journal de bord, déguisé en transporteur de billots de bois norvégien baptisé Irma, et placé sous le commandement du Kapitänleutnant Felix Graf von Luckner, un comte franc-maçon de 35 ans et d'une grande force physique (il pouvait plier des pièces de monnaie entre ses doigts et déchirer des bottins téléphoniques à mains nues) ; ce dernier déploya une énergie considérable dans le recrutement minutieux de son équipage (5 officiers et 58 jeunes hommes motivés), tous expérimentés dans la marine à voile et devant parler le norvégien.

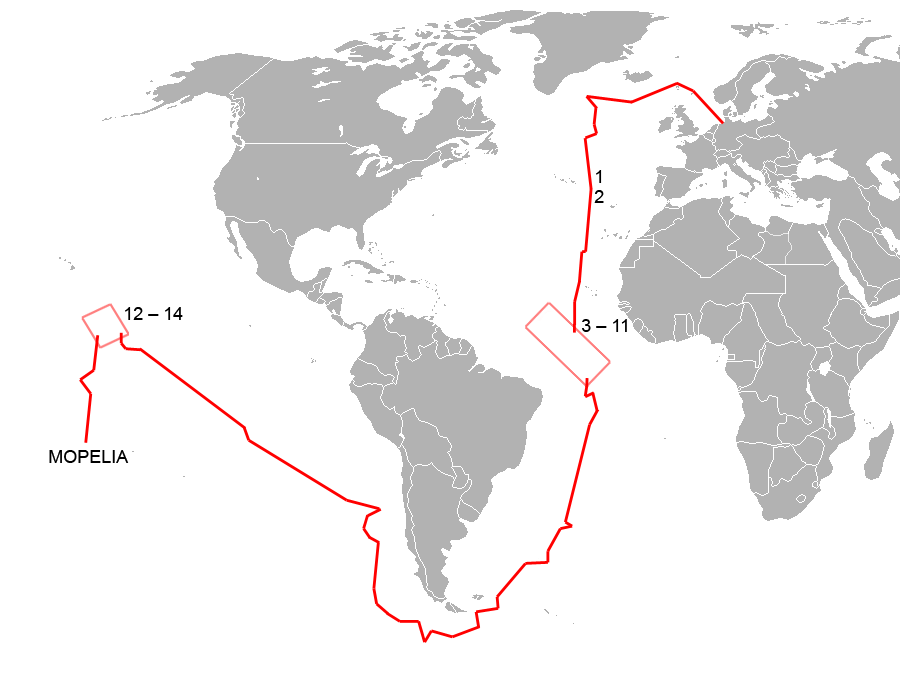
Trajet du Seeadler en 1917 et ses zones d'interventions.

Le 21 décembre 1916, le prédateur étant fin prêt, il prit la mer et passa avec succès à travers le blocus anglais, nonobstant qu'il ait été abordé le jour de Noël, au Sud-Est de l'Islande, pour une inspection par le croiseur marchand HMS Avenge. Une fois en sécurité dans l'Atlantique Nord, il endossa ses couleurs allemandes, assembla ses divers armements et arbora son nom de guerre, le Seeadler.
Sous l'aspect d'un navire de commerce, il adoptait, selon les circonstances, l'apparence d'un navire norvégien, britannique ou américain afin de mieux leurrer ses ennemis jusqu'au moment fatidique. Pour attirer ses proies, il simulait parfois un incendie, ou bien il demandait le temps chronométrique à une époque où l'absence de radio obligeait les navires à s'approcher pour s'entraider. Il commença par patrouiller avec succès dans la zone des alizés, fréquentée par beaucoup de voiliers transportant du nitrate chilien, en coulant les bateaux rencontrés. Le 20 mars, il relâcha 263 prisonniers sur le Cambronne un navire à la mâture volontairement réduite pour le ralentir (il lui faudra 10 jours pour rallier Rio de Janeiro), puis il descendit vers l'Atlantique Sud et mit trois semaines et demie à franchir le cap Horn, échappant à une embuscade tendue par la Royal Navy à la faveur d'une tempête.
Au cours des 225 jours que dura son périple jusque dans le Pacifique, il captura 16 navires ennemis, en coula 14 et fit damner les marines alliées dans un jeu du chat et de la souris où il fit preuve de génie dans l'art de l'esquive. Sa mission, au cours de laquelle un seul marin britannique fut accidentellement tué et ses armes rarement utilisées, se termina abruptement sur un récif corallien de l'île de Mopélia (qui devint le seul territoire français d'outre-mer ayant été occupé par l'Allemagne durant la Grande guerre), située dans les Îles de la Société, à 450 kilomètres de Tahiti. Le navire ne pouvant entrer dans le lagon en raison de son tirant d'eau, avait jeté l'ancre le 29 juillet au large du récif pour caréner, faire provision d'eau douce et délasser l'équipage ainsi que ses 44 prisonniers américains sur cet atoll de 10 km de diamètre, lorsqu'il fut surpris le 2 août par la vague d'un tsunami et projeté sur les récifs de coraux, ce qui arracha la quille et causa d'irréparables dommages.

### Naufrage

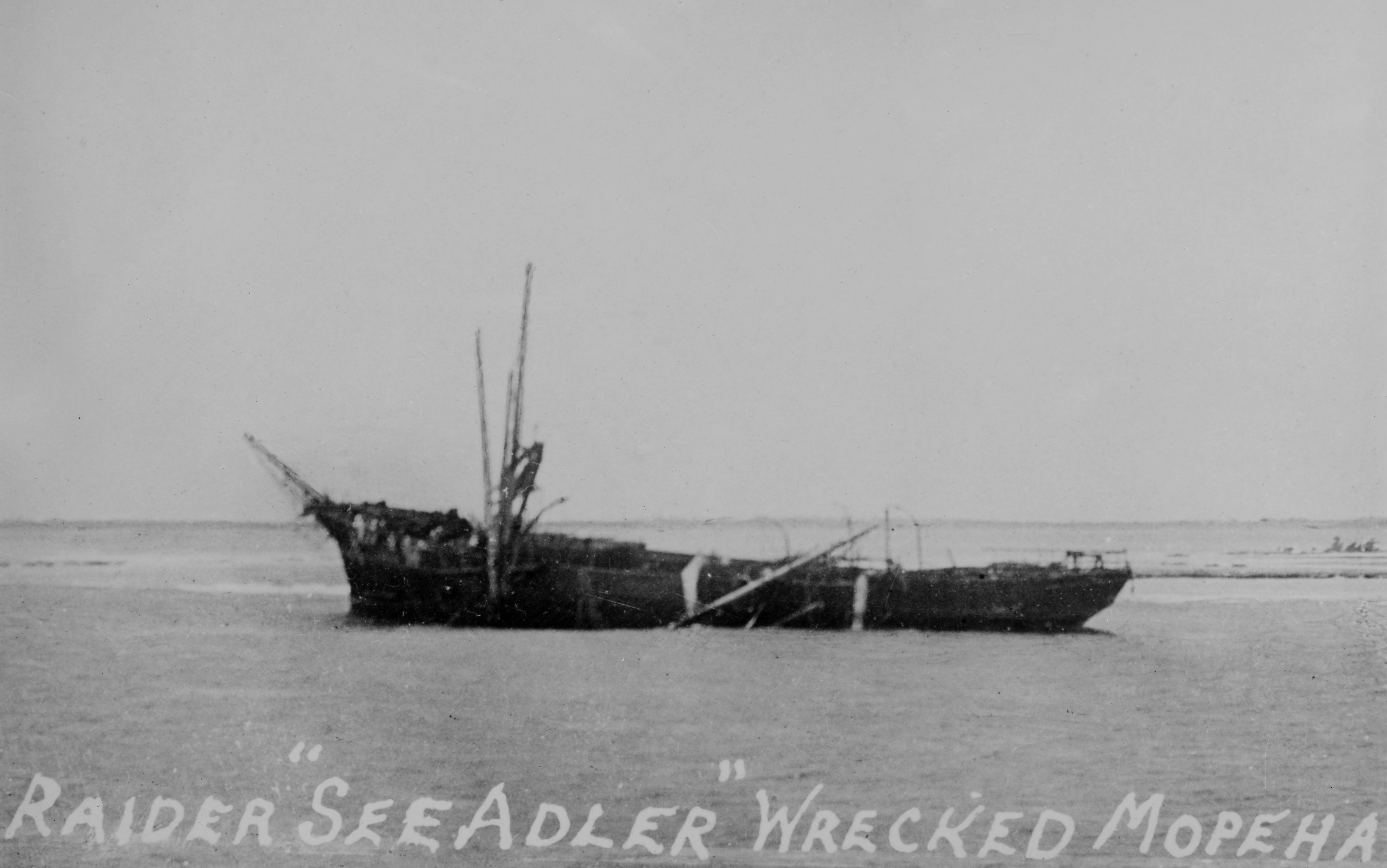
Épave incendiée du Seeadler à Mopélia, en 1917.

Ayant dissimulé son trésor de guerre (chaque vaisseau arraisonné avait une importante réserve de pièces d'or à son bord à l'époque, afin de parer à d'éventuelles réparations, payer des marchandises, acheter l'indispensable charbon, etc.) et récupéré tout ce qui était utile à la survie de l'équipage et de leurs prisonniers sur l'île, le comte Luckner ordonna d'incendier l'épave et fit équiper l'un des deux canots de dix mètres, gréé en goélette, du Seeadler pour un long voyage. Baptisé Kronprinzessin Cecilie, cet esquif mènera Luckner et cinq volontaires vers les îles Fidji, où ils espéraient voler un plus grand voilier et retourner récupérer leurs compagnons à Mopélia. Démasqués, ils se retrouveront internés le 21 septembre et transférés en Nouvelle-Zélande, après un périple de 3 700 km.
De leur côté, les 58 membres de l'équipage restés sur Mopélia apprennent par la radio la capture de leur commandant et parviennent, le 23 septembre 1917, à s'emparer de la Lutèce, une goélette française de 126 tonnes qu'ils rebaptisent Fortuna et dont ils abandonnent les 4 hommes d'équipage sur l'île avec les autres prisonniers, pour faire voile tous ensemble vers l'Amérique du Sud. Mais ils s'échouent dans la nuit du 4 octobre sur des récifs au large de l'île de Pâques, où ils seront internés par le gouvernement chilien jusqu'à leur retour en Allemagne, au début de 1920.
Les prisonniers restés sur l'île seront secourus à la mi-octobre, après que le capitaine américain Smith (de la goélette A. B. Johnson, coulée le 14 juin) et trois volontaires aient parcouru 1 600 km jusqu'à Pago Pago, dans le second canot du Seeadler que les 48 prisonniers avaient réussi à réparer. Ironiquement, Smith aborda à Pago Pago le 4 octobre, soit le même jour que l'équipage allemand, se retrouva prisonnier à l'île de Pâques.

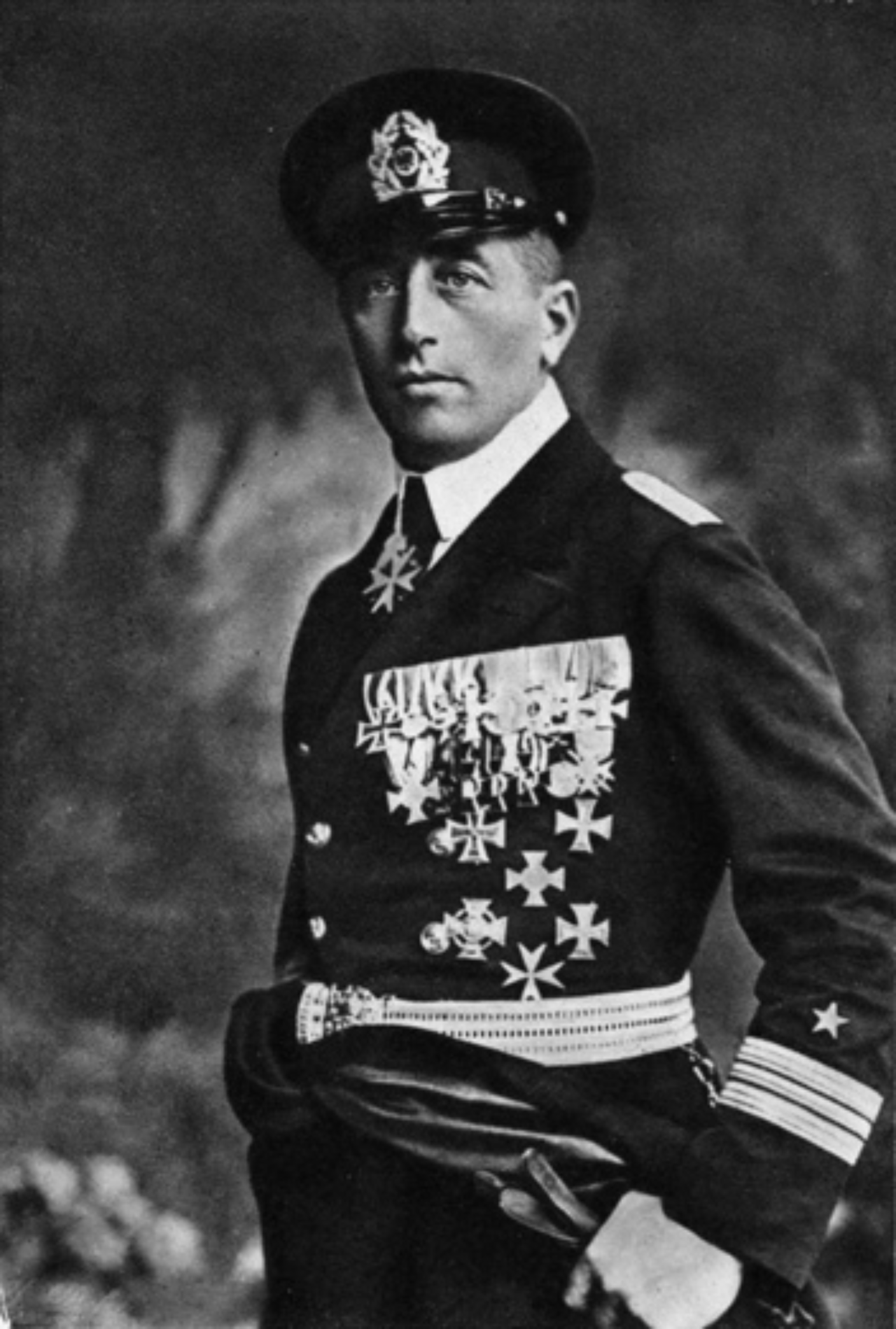
Felix Graf von Luckner en uniforme d'apparat.

Résolus à poursuivre leur mission de combat, le comte Luckner et ses compagnons réussissent pour leur part à s'évader le 17 décembre 1917 en s'emparant de la Pearl, la vedette rapide du commandant de leur camp de prisonniers. Quatre jours plus tard, ils prennent à l'abordage le Moa, un chaland de 90 tonnes et, avec l'aide d'un sextant improvisé et de cartes copiées dans un atlas scolaire, il calculent une route vers les îles Kermadec, une station de ravitaillement néo-zélandaise où ils espèrent pouvoir voler un plus grand voilier ancré là-bas. Mais ils sont rattrapés et canonnés au soir du 21 décembre par le croiseur auxiliaire Iris, dont le commandant avait anticipé leurs probables intentions. Un an jour pour jour après le début de sa mission, la guerre était terminée pour Félix von Luckner, qui restera interné dans divers camps de détention néo-zélandais jusqu'à son rapatriement en Allemagne, en juillet 1919, où il reçoit de multiples décorations.

### Après la guerre
Devenu un héros de guerre légendaire aux yeux de tous les belligérants, le comte Luckner est revenu dans le Pacifique dans le cadre d'un tour du monde effectué de 1937 à 1938 à bord de son yacht, le Seeteufel (Diable des mers) en compagnie de sa seconde épouse, la Suédoise Ingeborg Engeström. Le couple fut accueilli chaleureusement en Australie et en Nouvelle-Zélande et fit escale en Polynésie française, où il apprécia que l'un des canons du Seeadler orne désormais un parc de la ville de Papeete, à Tahiti. Luckner donna congé à son équipage quelques jours à Tahiti, tandis qu'il en profitait pour visiter d'autres îles en amoureux avec son épouse, puis ils rentrèrent en Allemagne où ils firent effectuer de grands travaux de restauration au château familial des Luckner en banlieue de Dresde ; il est spéculé que le rusé capitaine, alors un rentier-conférencier d'un peu moins de 60 ans, avait profité de son tour du monde pour passer récupérer son trésor à Mopélia, spécifiquement dans le but de financer ces énormes travaux.
Felix Graf von Luckner s'est éteint paisiblement à Malmö, en Suède, le 13 avril 1966, deux mois avant son 85e anniversaire.

## Tableau de chasse
Seize navires, pour un total de 30 099 tonnes, ont été capturés par l'équipage du Seeadler, surnommés Les pirates de l'empereur, du 9 janvier au 23 septembre 1917. Sauf indication contraire, il s'agit de navires à vapeur. Ils ont tous été coulés, sauf le Cambronne et le Lutèce.

### En Atlantique Nord
- 9 janvier 1917 : Gladis Royle, charbonnier de 3 268 tonnes en route pour Buenos Aires.
- 10 janvier 1917 : Lundy Island, 3 095 tonnes avec du sucre en provenance de Madagascar.

### Sous les tropiques
- 21 janvier 1917 : Charles Gounod (trois-mâts barque français), 2 199 tonnes chargé de maïs venant d'Australie.
- 24 janvier 1917 : Perce, 364 tonnes, goélette canadienne.
- 3 février 1917 : Antonin (quatre-mâts barque français, Armement Bordes), 3 071 tonnes, avec du salpêtre venant de Valparaiso.
- 9 février 1917 : Buenos Ayres (voilier italien), 1 811 tonnes.
- 19 février 1917 : Pinmore, 2 431 tonnes, quatre-mâts barque anglais sur lequel Felix von Luckner avait déjà servi en tant que marin en 1902 !
- 26 février 1917 : British Yeoman (voilier), 1 953 tonnes, dont la cargaison de porcs et de poulets fut la bienvenue pour nourrir équipage et prisonniers.
- 27 février 1917 : La Rochefoucauld (trois-mâts barque français), 2 200 tonnes, avec du salpêtre venant de Valparaiso.
- 5 mars 1917 : Dupleix (trois-mâts barque français), 2 206 tonnes, avec du salpêtre venant de Valparaiso.
- 11 mars 1917 : Horngarth, 3 609 tonnes.
- 21 mars 1917 : Cambronne, 1 833 tonnes (trois-mâts barque français, Armement Bordes), capturé puis libéré avec une mâture réduite et les 263 prisonniers. Arrivé à Rio de Janeiro, le 30/3/1917.

### Dans le Pacifique
- 14 juin 1917 : A. B. Johnson, 529 tonnes, quatre-mâts goélette américaine.
- 18 juin 1917 : R. C. Slade, 673 tonnes, quatre-mâts goélette américaine.
- 8 juillet 1917 : Manila (Manille), 731 tonnes, quatre-mâts goélette américaine.
- 23 septembre 1917 : Lutèce, goélette française, - voir ci-dessus.